# كين غودال
كين غودال (بالإنجليزية: Ken Goodall)‏ هو لاعب اتحاد الرغبي بريطاني، ولد في 23 فبراير 1947، وتوفي في 17 أغسطس 2006.